# Despicable Me 2
Despicable Me 2 (bra: Meu Malvado Favorito 2; prt: Gru - O Maldisposto 2) é um filme norte-americano de animação 3-D da Universal Studios e da Illumination Entertainment. O longa-metragem é a sequência de Despicable Me que foi lançado em 2010. Ele foi dirigido novamente por Pierre Coffin e Chris Renaud, e escrito por Cinco Paul e Ken Daurio. Steve Carell, Russell Brand e Miranda Cosgrove reprisam seus papéis na dublagem original (excluindo Sr. Perkins, Srta. Hattie e Vector), enquanto que Kristen Wiig que no primeiro filme dublou a Srta. Hattie, desta vez brilha na voz de Lucy Wilde, a nova parceira de Gru. O filme foi lançado em 3 de julho nos cinemas estrangeiros, 4 de julho em Portugal e nos cinemas brasileiros em 5 de julho de 2013.
Despicable Me 2 registrou 83,5 milhões de dólares em três dias, tornando-se a quarta melhor estreia para um filme de animação em todos os tempos. Apenas durante o final de semana, o filme cobriu todos os custos de produção. Com mais de 970 milhões de dólares arrecadados, o filme é a terceira maior bilheteria de 2013.
A continuação de Despicable Me foi indicado na categoria Melhor Filme de Animação dos Globo de Ouro de 2014 junto com The Croods. Ambos perderam para Frozen, o terceiro concorrente.

## Elenco
| Personagem               | Voz original     | Dobragem            | Dublagem              |
| ------------------------ | ---------------- | ------------------- | --------------------- |
| Felonious Gru            | Steve Carell     | Nicolau Breyner     | Leandro Hassum        |
| Lucy Wilde               | Kristen Wiig     | Rita Blanco         | Maria Clara Gueiros   |
| Eduardo Perez / El Macho | Benjamin Bratt   | Joaquim de Almeida  | Sidney Magal          |
| Margo                    | Miranda Cosgrove | Carolina Sales      | Bruna Laynes          |
| Edith                    | Dana Gaier       | Beatriz Monteiro    | Ana Elena Bittencourt |
| Agnes                    | Elsie Fisher     | Renata Belo         | Pamella Rodrigues     |
| Dr. Nefário              | Russell Brand    | Melim Teixeira      | Luiz Carlos Persy     |
| Floyd Careca Sam         | Ken Jeong        | António Machado     | Júlio Chaves          |
| Silas Bundowsky          | Steve Coogan     | José Jorge Duarte   | Mauro Ramos           |
| Antonio Perez            | Moises Arias     | Lourenço de Almeida | Arthur Aguiar         |
| Jillian                  | Nasim Pedrad     | Maria João Bastos   | Sylvia Salustti       |
| Shannon                  | Kristen Schaal   | Ana Brito e Cunha   | Fernanda Baronne      |
| Minions                  | Pierre Coffin    | Pierre Coffin       | Guilherme Briggs      |
| Garçom Italiano          | Chris Renaud     |                     | Sérgio Stern          |

 Versão portuguesa
- Estúdio de Gravação: On Air
- Vozes Adicionais: Irene Cruz[11]
- Direção de Atores: José Jorge Duarte
- Engenheiro de Som: Vasco Lourenço

## Produção
Em 13 de julho de 2010, Chris Meledandri disse que a sequência já estava sendo produzida. E está agendado um lançamento, para o dia 3 de julho de 2013. Miranda Cosgrove afirmou em seu oficial no Facebook e Twitter página em 14 de outubro de 2011 que ela tinha gravado suas primeiras falas.
Em fevereiro de 2012, foi relatado que Benjamin Bratt se juntou ao elenco de voz de Eduardo, inimigo de Gru. Em abril de 2012, foi confirmado que Steve Carell, Russell Brand, Miranda Cosgrove e Kristen Wiig estariam retornando para reprisar seus papéis. Steve Coogan também se juntou ao elenco na voz de Silas Bundovisk. O ator Javier Bardem foi anunciado para completar a lista dos dubladores originais do filme, mas em janeiro de 2012, ele anuncia que não iria mais dublar a voz do vilão El Macho.

## Spin-off
Em julho de 2012, foi anunciado pelo site Deadline que a Illumination Entertainment e a Universal Pictures estavam planejando produzir um filme dos Minions, os ajudantes amarelos de Gru. O longa-metragem foi lançado nos Estados Unidos em 10 de julho de 2015. Escrito por Brian Lynch, que foi dirigido por Pierre Coffin e Kyle Balda, e produzido por Chris Meledandri e Janet Healy.

## Bilheteria
Despicable Me 2 teve US$ 82,5 milhões de bilheteria no fim de semana da estreia, superando o primeiro filme da franquia (US$ 60,1 milhões) no mesmo período. O filme arrecadou US$ 368,1 milhões nos Estados Unidos e US$ 602,6 milhões mundialmente, totalizando US$ 970,7 milhões em todo mundo e tornando-se a terceira maior bilheteria de 2013 (atrás de Frozen e Homem de Ferro 3), a 2.ª maior bilheteria de uma animação do ano (atrás de Frozen, com US$ 1,280 bilhão) e a sétima maior bilheteria de uma animação.